# 塞缪尔·梅里尔·伍德布里奇
塞缪尔·梅里尔·伍德布里奇（英語：Samuel Merrill Woodbridge，1819年4月5日—1905年6月23日）牧师是美国神职人员、神学家、作家兼大学教授。从纽约大学和新不伦瑞克神学院毕业后，伍德布里奇成为美国归正会神职人员并宣讲16年。接下来他定居新泽西州新不伦瑞克，在新不伦瑞克神学院教授教会历史和教政体制44年，同时还为罗格斯学院（今罗格斯大学）新不伦瑞克分校教授形上学和心灵哲学七年。1883至1901年，伍德布里奇当上新不伦瑞克神学院院长兼教务长。他一生共有三部著作，还有多篇布道和讲演出版，内容涵盖基督教信仰、神学、教会历史和教政体制等范畴。

## 生平
1819年4月5日，塞缪尔·梅里尔·伍德布里奇在马萨诸塞州格林菲尔德出生。他的父亲是神学博士西尔维斯特·伍德布里奇牧师（Rev. Sylvester Woodbridge, D.D.，1790至1863年），母亲伊丽莎白·古尔德（Elizabeth Gould）于1851年去世。夫妻两人共有六个孩子，塞缪尔排列第三。:140据1907年《蒙西杂志》（Munsey's Magazine）出版的族谱图记载，伍德布里奇家族从15世纪下半叶开始代代都是神职人员，塞缪尔已是第11代，祖上最早一代神职人员是生于1493年的约翰·伍德布里奇牧师（Rev. John Woodbridge），是约翰·威克里夫的追随者。
伍德布里奇进入纽约大学并于1838年获文学士学位，接受本科教育期间，他曾是该校只准男子进入的秘密组织欧拉学会成员，后又入选全美大学优等生荣誉协会（Phi Beta Kappa）。1841年，他从新不伦瑞克神学院获文学硕士学位，然后当上纽约归正教会牧师，该理事机构负责监督纽约地区所有归正教堂:4。同时母校纽约大学也把他的文学士学位提升成文学硕士。从神学院毕业后，伍德布里奇于1841至1849年出任南布鲁克林海湾岭联合教堂牧师，再于1849至1852年担任格林县柯萨奇（Coxsackie）第二归正教堂牧师，1852至1857年又任新泽西州新不伦瑞克第二归正教堂牧师。

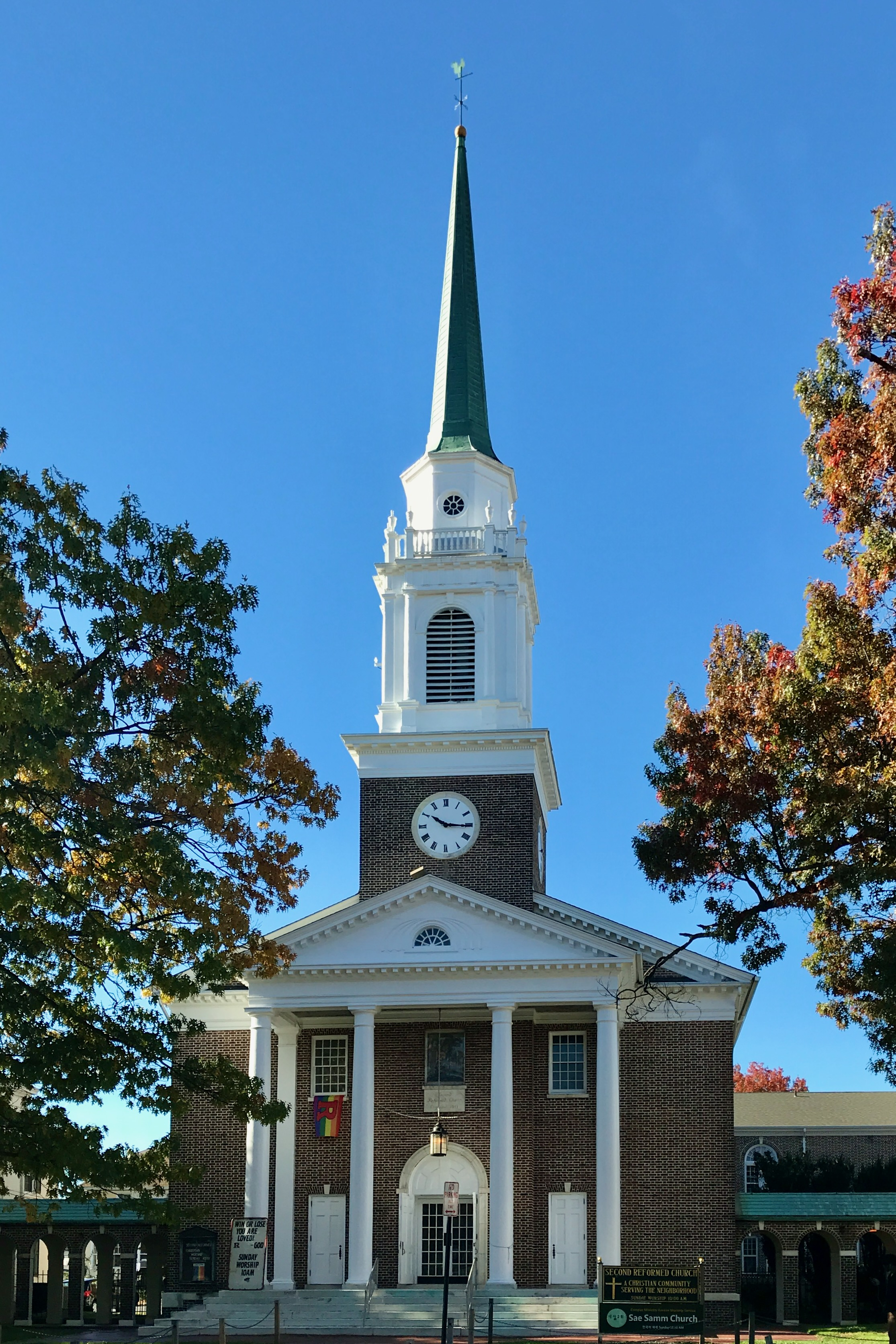
1852至1857年，伍德布里奇在新泽西州新不伦瑞克第二归正教堂（图）传教。

1857年12月，伍德布里奇获委派成为新不伦瑞克两所学府的教师，分别是新不伦瑞克神学院教会历史和教政体制教授（1857至1901年，共任职44年），以及罗格斯学院形上学和心灵哲学教授（1857至1864年，共任职七年）:40, 397。两校此时都是新教荷兰归正会附属学府。教会会议此举是为了填补空缺，之前出任两校教授职务的约翰·拉德洛牧师（Rev. John Ludlow, D.D.）于1857年9月8日去世:128。在神学院任教期间，伍德布里奇还会讲授田园神学、教授学和辩证神学，特别是在对应职务出缺的时候:414–415。
1883年，教区总会决定由“新不伦瑞克神学院最年长的在职教授出任院长，让他负责学院的教学纪律，这些纪律由全体教师共同决定”:134。伍德布里奇因此成为神学院首任院长，随后又当上教务长直至1901年退休，这两个职位都是如今该院院长的前身。此外，他还曾于1858年获联合学院神学博士名誉学位，1841、1857和1883年分别获得罗格斯学院文学硕士、神学博士和法学博士名誉学位:339, 346, 362。1901年，已82岁高龄的伍德布里奇以荣休教授职位退休。
伍德布里奇结过两次婚，1845年2月他迎娶卡罗琳·卑尔根（Caroline Bergen），同年两人的独女卡罗琳·伍德布里奇（Caroline Woodbridge）出生。1861年卑尔根去世后，伍德布里奇于1866年12月20日续弦娶安娜·维特克·代顿（Anna Wittaker Dayton，1823–1920年）为妻，两人育有二女，长女安娜·代顿·伍德布里奇（Anna Dayton Woodbridge）于1869年出世，次女玛丽·伊丽莎白·伍德布里奇（Mary Elizabeth Woodbridge）在1872年诞生:192。

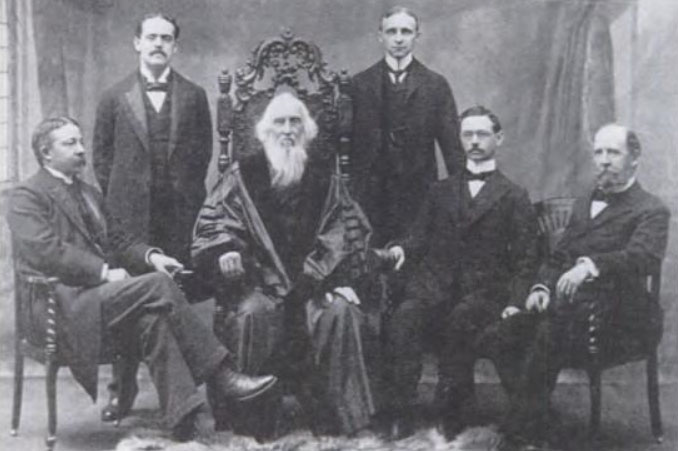
伍德布里奇荣休教授（坐在中间，白长须，身穿长袍）和神学院其他教师，摄于1904年左右。

1905年6月23日，塞缪尔·梅里尔·伍德布里奇在新不伦瑞克辞世，享年86岁，遗体葬在位于新不伦瑞克以南、北不伦瑞克镇埃尔姆伍德公墓的伍德布里奇家族墓地。据教会史学家查尔斯·爱德华·科温（Charles Edward Corwin）记载，伍德布里奇个性很强，“能将枯燥的主题化腐朽为神奇”，“信仰非常坚定的同时又抱有慈悲心肠，即使面对那些他觉得很危险的观点也能保持友善”。

## 作品

### 书籍

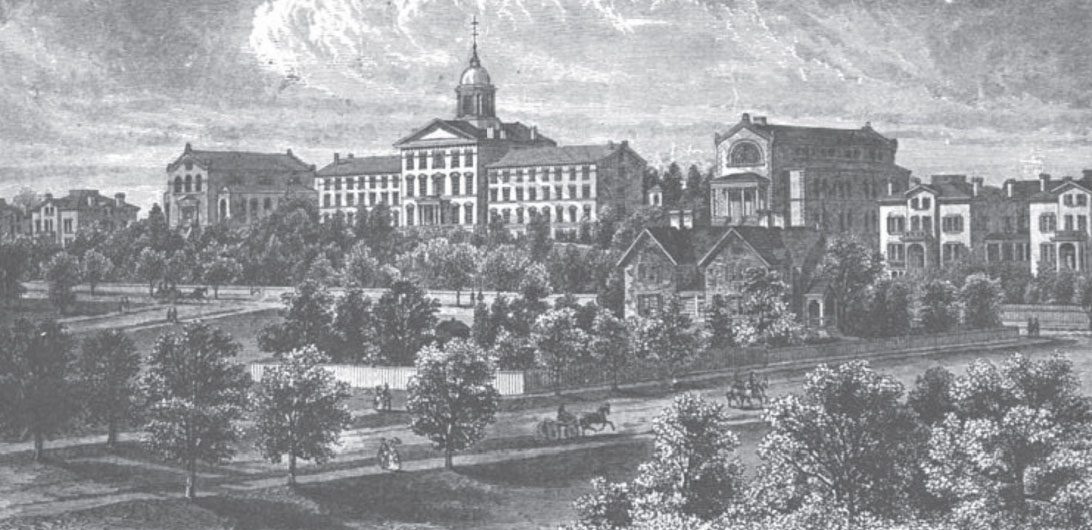
伍德布里奇在新不伦瑞克神学院（1880年版画）教学44年之久。

- 1872年：《系统神学分析》（Analysis of Systematic Theology，第一版）[12]
- 1883年：《系统神学分析》（第二版）[13]
- 1895年：《教会历史手册》（Manual of Church History）[14]
- 1896年：《教政体制概要》（Synopsis of Church Government）[15][注 3]

### 布道和论述
伍德布里奇公开发表的各种布道、讲演和论述收录在多份报纸和期刊中，还有些集结成书，也有单独出版的宣传册，这些作品包括：
- 1853年：《我们政府的原则：感恩节论述》（Principles of Our Government: A Thanksgiving Discourse）[注 4]
- 1856年：《人类政府讲道》（Sermon on Human Government），《新不伦瑞克弗雷多尼亚人报》（New Brunswick Fredonian）刊载[注 5]
- 1857年：《教会历史学教授就职演说》[注 6]
- 1857年：《家庭之上》（On the Family），《基督教情报员报》（The Christian Intelligencer）刊载[16]。
- 1865年：《圣经的力量》（Power of the Bible），《国家传教士和乡村讲坛》（The National Preacher and Village Pulpit）刊载[17]。
- 1867年：《讲演》（Address），理查德·霍洛威·斯蒂尔（Richard Holloway Steele）的《荷兰第一归正教会一百五十周年庆典上的历史演说》收录[18]。
- 1869年：《讲演》（Address），《1869年2月25日，致北荷兰教会百年纪念论文集》（Proceedings at the Centennial Anniversary of the Dedication of the North Dutch Church, May 25, 1869）收录[19]。
- 1871年：《对奥尔巴尼总教会的仁爱演说》，《基督教情报员报》刊载[注 7]。
- 1875年：《1874年11月22日在罗格斯学院礼拜堂布道：信仰在人类生活中的真正地位》（Faith: It's True Position in the Life of Man: A Discourse, preached November 22d, 1874, in the chapel of Rutgers College）[20]。
- 1885年：《历史神学演说》，戴维·德马雷斯特（David Demarest）著《1784–1884年：美国归正会（前新教荷兰归正会）神学院一百周年》收录[8]:21–44。
- 1894年：《坎贝尔博士的特点》（Characteristics of Dr. Campbell），《纪念神学博士、法学博士、罗格斯学院教务长威廉·亨利·坎贝尔牧师》（A Memorial of Rev. William Henry Campbell, D.D., LL.D., Late President of Rutgers College）收录[21]。
- 1897年：《伍德布里奇教授的演讲》（Address by Professor Woodbridge），《1857至1897年，神学博士、法学博士塞缪尔·梅里尔·伍德布里奇牧师就任新不伦瑞克荷兰归正会神学院教授四十周年》收录[5]:23–38。